# Raïon de Dalneretchensk
Le raïon de Dalneretchensk (en russe : Дальнере́ченский райо́н, Dalneretchenski raïon) est une subdivision administrative (raïon) et une municipalité (raïon municipal) du kraï du Primorié en Russie. Situé en Extrême-Orient russe, il couvre une partie de la plaine de la vallée de l'Oussouri dans le nord du kraï, et il est frontalier de de la Chine. Son centre administratif est la ville de Dalneretchensk, bien qu'elle ne fasse pas partie du raïon, et il compte en tout 30 villages répartis en 6 municipalités. Sa population s'élevait à 8 026 habitants en 2023.

## Géographie
Le raïon de Dalneretchensk est situé dans le kraï du Primorié, sujet le plus au sud de l'Extrême-Orient russe, en Mandchourie-Extérieure. Le raïon, qui se trouve dans le centre du Primorié, a une superficie de 7 236 km2. Le raïon est située sur le versant ouest des crêtes du Sikhote-Aline, dans le kraï de l'Oussouri. Le bassin de la rivière Malinovka et une partie des bassins des rivières Bolchaïa Oussourka (jusqu'en 1972 — Iman) et Oussouri se situent dans le raïon.
La subdivision borde six raïons avec au nord le raïon de Pojarskoïe, à l'est le raïon de Krasnoarmeïsk, au sud-est l'okroug urbain de Dalnegorsk, et au sud le raïon de Tchougouïevka, l'okroug urbain de Lessozavodsk et le raïon de Kirovski. Il est aussi frontalier via la rivière Oussouri au nord-ouest de la province du Heilongjiang de la république populaire de Chine. Il possède un certain nombre d'îles sur cette frontière : Krestovskié, Baklani, Grafskié, Velikan, Oblitchnaïa, Malioutka, Verkhnékniajevsky, Pechtchany, Soldatski et Nijni.

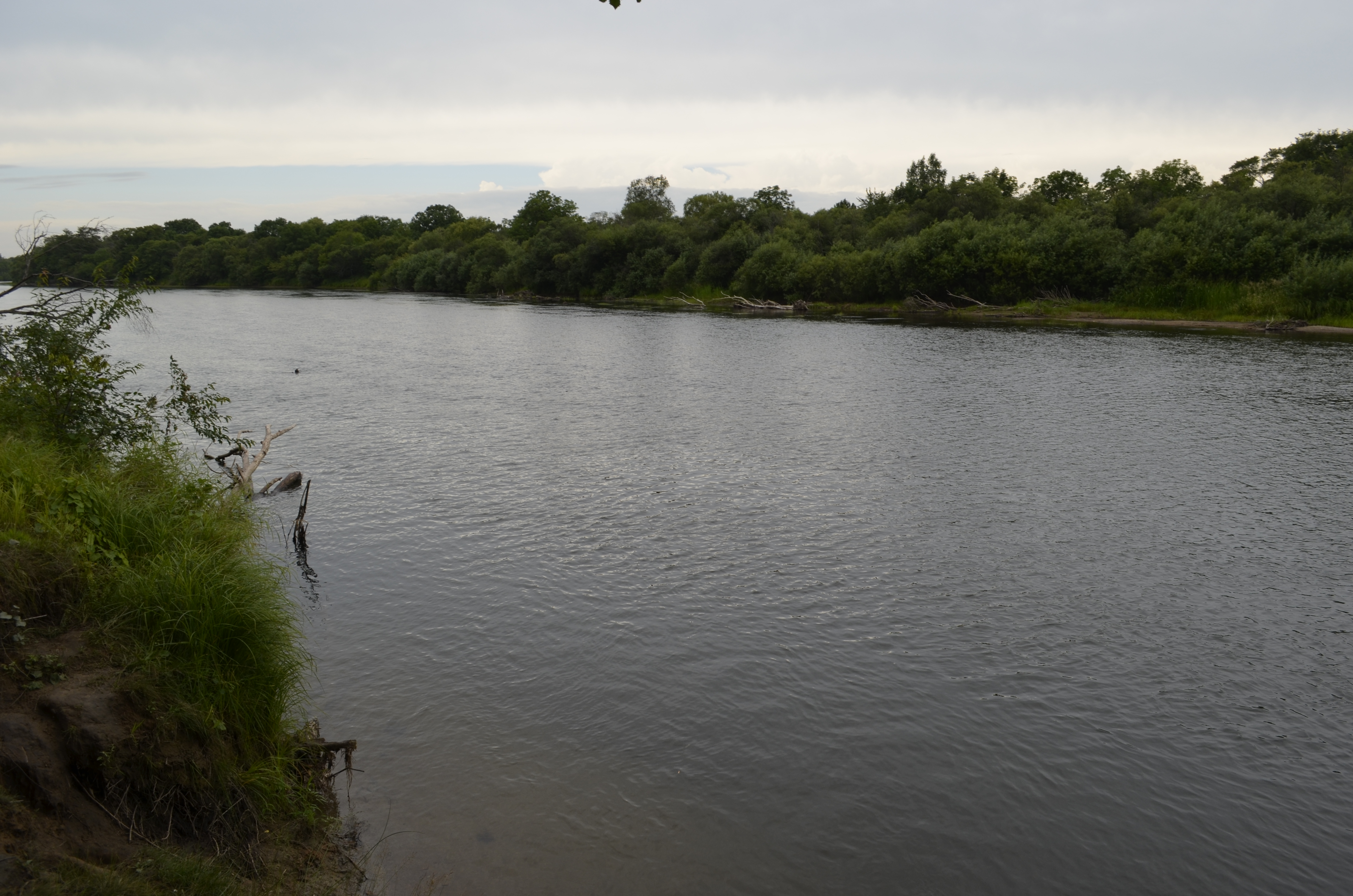
Rivière Malinovka.
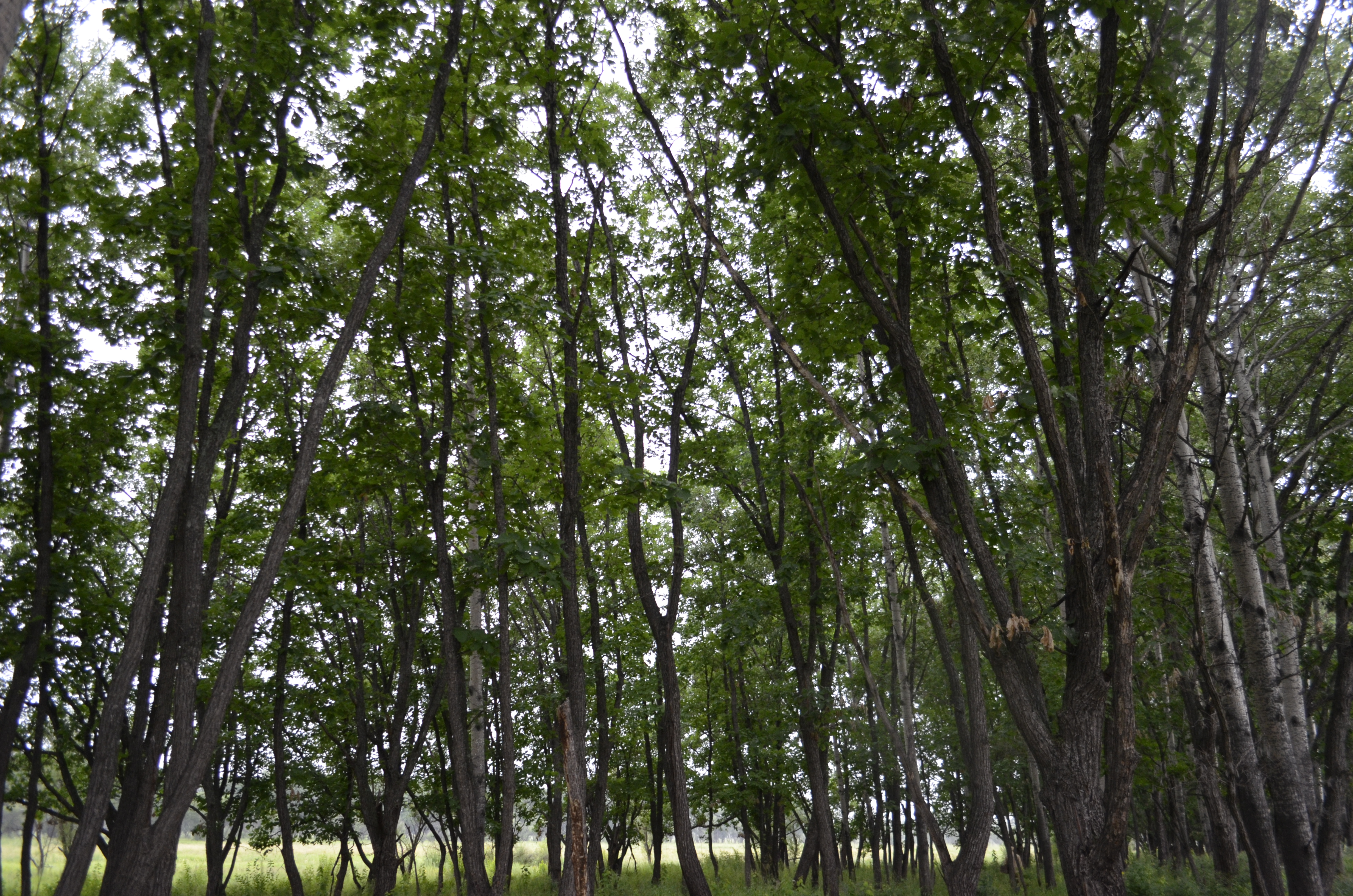
Forêt dans le raïon.

## Histoire
Le raïon de Kalinine a été créé le 4 janvier 1926 par décret du Comité exécutif central panrusse, avec comme centre la ville d'Iman. Il comprenait les volosts d'Outkine, de Kalinine et de Tikhonov. À la suite de la suppression du raïon de Kalinine en 1963 et dans le cadre de la consolidation des zones rurales, son territoire a été transféré au raïon rural d'Iman, qui a ensuite été rebaptisé raïon d'Iman.
En 1972, à la suite du conflit frontalier sino-soviétique de 1969 sur l'île Damanski, la ville d'Iman a été rebaptisée Dalneretchensk, et le raïon l'a ainsi aussi été.

## Politique et administration
Le raïon de Dalnertchensk est un raïon municipal, qui comprend donc des municipalités. Il y a ainsi 6 municipalités, qui sont tous des établissements ruraux. Chaque municipalité a son propre pouvoir exécutif et sa propre assemblée locale.
| № | Municipalité                        | Centre administratif | Nombre de localités | Population (2021) | Superficie (km²) |
| - | ----------------------------------- | -------------------- | ------------------- | ----------------- | ---------------- |
| 1 | Établissement rural de Vedenka      | Vedenka              | 6                   | 2396              | 943,80           |
| 2 | Établissement rural de Malinovo     | Malinovo             | 7                   | 1930              | 893.20           |
| 3 | Établissement rural d'Orekhovo      | Orekhovo             | 4                   | 1001              | 1623.60          |
| 4 | Établissement rural de Rakitnoïe    | Rakitnoïe            | 3                   | 1129              | 426,80           |
| 5 | Établissement rural de Rojdestvenka | Rojdestvenka         | 4                   | 768               | 274,00           |
| 6 | Établissement rural de Salskoïe     | Salskoïe             | 6                   | 1134              | 599,60           |

## Démographie
Recensements (*) ou estimations de la population,:
| 1926*  | 1931   | 1933   | 1939*  | 1959*  | 1970*  |
| ------ | ------ | ------ | ------ | ------ | ------ |
| 53 613 | 75 400 | 50 200 | 46 221 | 47 928 | 16 502 |

| 1979*  | 1989*  | 2002*  | 2010*  | 2012   | 2013   |
| ------ | ------ | ------ | ------ | ------ | ------ |
| 16 198 | 17 057 | 13 995 | 11 344 | 10 973 | 10 679 |

| 2014   | 2015   | 2016  | 2017  | 2018  | 2019  |
| ------ | ------ | ----- | ----- | ----- | ----- |
| 10 405 | 10 180 | 9 950 | 9 758 | 9 758 | 9 576 |

| 2020  | 2021* | 2022  | 2023  | - | - |
| ----- | ----- | ----- | ----- | - | - |
| 9 080 | 8 358 | 8 278 | 8 026 | - | - |

## Localités
Le raïon de Dalneretchensk comptait au 29 juin 2023 30 localités. La localité la plus peuplée est Védenka avec 1 553 habitants au recensement de 2021.
| Liste des localités | Liste des localités | Liste des localités | Liste des localités         | Liste des localités         |
| N°                  | Localité            | Statut              | Population Recensement 2010 | Population Recensement 2021 |
| ------------------- | ------------------- | ------------------- | --------------------------- | --------------------------- |
| 1                   | Ariadnoïe           | village             | 376                         |                             |
| 2                   | Bogolioubovka       | village             | 295                         |                             |
| 3                   | Védenka             | village             | 1696                        | 1 553                       |
| 4                   | Verbooïe            | village             | 14                          |                             |
| 5                   | Goloubovka          | village             | 78                          |                             |
| 6                   | Zvenigorodka        | village             | 24                          |                             |
| 7                   | Zimnika             | village             | 305                         |                             |
| 8                   | Lobanovka           | village             | 127                         |                             |
| 9                   | Loubitovka          | village             | 328                         |                             |
| 10                  | Malinovo            | village             | 1104                        |                             |
| 11                  | Martynova Poliana   | possiolok           | 158                         |                             |
| 12                  | Mejdourétchié       | village             | 240                         |                             |
| 13                  | Novotroitskoïe      | village             | 148                         |                             |
| 14                  | Orekhovo            | village             | 763                         |                             |
| 15                  | Pojiga              | possiolok           | 366                         |                             |
| 16                  | Poliani             | possiolok           | 284                         |                             |
| 17                  | Rakitnoïe           | village             | 1232                        |                             |
| 18                  | Retchnoïe           | village             | 220                         |                             |
| 19                  | Rojdestvenka        | village             | 709                         |                             |
| 20                  | Savinovka           | possiolok           | 19                          |                             |
| 21                  | Salskoïé            | village             | 1145                        |                             |
| 22                  | Solnetchnoïe        | village             | 52                          |                             |
| 23                  | Solovievka          | village             | 568                         |                             |
| 24                  | Stretenka           | village             | 343                         |                             |
| 25                  | Soukhanovka         | village             | 28                          |                             |
| 26                  | Oudarnoïe           | village             | 14                          |                             |
| 27                  | Filino              | possiolok           | 489                         |                             |
| 28                  | Tchaldanka          | gare ferroviaire    | 1                           |                             |
| 29                  | Ebergard            | gare ferroviaire    | 27                          |                             |
| 30                  | Iasnaïa Poliana     | village             | 191                         |                             |

## Économie
L'économie du raïon est composée d'industries agricoles, d'industries forestières et d'industries de transformation du bois.
Le raïon de Dalneretchensk est traversé par la route fédérale A370, route qui relie Khabarovsk au nord à Vladivostok au sud, et qui est le principal axe de transport routier du Primorié, ainsi que par le chemin de fer Transsibérien.